# David (fils d'Héraclius)
Pour les articles homonymes, voir David.
David (né le 7 novembre 630), renommé Tibère, est coempereur de l'Empire byzantin à partir de septembre-octobre 641 jusqu'en janvier 642. Il est fils de l'empereur Héraclius et de sa deuxième femme, Martine. Il vient au jour peu après la visite de l'empereur à Jérusalem où il a ramené la Vraie Croix. Le choix de son nom pourrait être lié à la volonté d'Héraclius de rattacher son règne à la figure biblique de David. Dès l'âge de sept ans, il est nommé césar. 
Après la mort d'Héraclius, en février 641, David est âgé de dix ans et est pris dans une rivalité entre les différentes branches de la famille impériale. C'est Constantin III qui devient empereur en tant que premier et unique fils qu'a eu Héraclius avec sa première femme, Fabia Eudocia. Néanmoins, Martine désire promouvoir ses propres enfants sur le trône, notamment Héraclonas et David. Constantin doit consentir à ce qu'ils deviennent coempereurs, avec le futur Constant II, le propre fils de Constantin. C'est à ce moment que David est connu sous le nom de Tibère. Après la mort de Constantin dès le mois de juin 641, Martine devient l'impératrice régente mais s'oppose à une révolte d'une partie de l'armée et de l'aristocratie byzantine qui rejette son influence, du fait, notamment, du caractère incestueux de son union avec Héraclius, qui est son oncle. Elle finit par être renversée par le général Valentin qui place Constant II sur le trône. Martine est exilée avec ses fils sur l'île de Rhodes. Elle a la langue tranchée et ses deux fils, David et Héraclonas, ont le nez tranché pour les rendre inaptes à la fonction impériale.

## Sous Héraclius
Davis est le fils d'Héraclius et de Martine. Selon Théophane le Confesseur, il naît le 7 novembre 630, le même jour que son neveu Constant II. Plus tôt dans l'année, ses parents se sont rendus à Jérusalem pour y ramener la Vraie Croix. Alors que ses frères et sœurs reçoivent des noms liés à la famille d'Héraclius ou relativement classiques dans le monde byzantin de l'époque, celui de David pourrait avoir été choisi pour sa dimension symbolique, établissant une comparaison avec le roi David qui a vaincu Goliath. Cecile Hennessy rappelle que David vient au monde après que plusieurs de ses frères et sœurs sont soit morts en bas âge, soit sont nés avec des handicaps. Héraclius pourrait donc avoir souhaité donner une dimension symbolique forte à cette naissance. Un lien est parfois fait avec la conception des Assiettes de David, à peu près au même moment. Cecile Hennessy souligne d'ailleurs que le roi David apparaît particulièrement jeune sur ces assiettes, ce qui renforcerait le lien avec David. Néanmoins, tous les historiens ne s'accordent pas sur le fait que ces assiettes ont été conçues spécifiquement dans le but de rattacher la famille d'Héraclius avec les exploits de David.
David est fait césar par Héraclius le 4 juillet 638, tandis que son frère aîné, Héraclonas, est couronné comme coempereur. La cérémonie intervient dans une chapelle du palais de Daphné. Le De Ceremoniis relate cette cérémonie, lors de laquelle le kamelaukion (couvre-chef porté par un césar) d'Héraclonas est transmis à David. 
Walter Emil Kaegi souligne que cette célébration apaise les tensions qui émergent entre les différentes branches de la famille impériale. Elle permet aussi de faire oublier que l'Empire connaît alors de graves troubles sur ses frontières orientales avec les invasions arabes. L'historien Andreas Stratos estime qu'elle permet aussi de clarifier la ligne de succession au sein de la famille d'Héraclius. Il est d'ailleurs significatif de noter que c'est la première fois depuis Constantin qu'autant de titres princiers sont décernés.

## La succession troublée d'Héraclius
Héraclius décède le 11 février 641 et le pouvoir passe à Constantin III, son premier fils, tandis qu'Héraclonas est coempereur. Régulièrement malade, Constantin III s'assure principalement de sa succession au profit de son fils, Constant, dont il craint qu'il ne soit évincé au profit des fils de Martine. Il s'assure du soutien de Valentin, un général de premier ordre avant de décéder dans le courant du printemps. Si la tuberculose est la cause retenue de la mort, des soupçons d'empoisonnement pèsent parfois sur Martine.
Si Héraclonas monte sur le trône, c'est bien Martine qui gouverne en tant que régente et s'attire l'opposition d'un vaste pan de l'élite et de l'armée byzantines. Pyrrhus, l'exarque d'Afrique, fait figure des opposants et selon Jean de Nikiou, David ainsi que son jeune frère Martinus l'auraient évincé. Néanmoins, leur implication directe est peu probable étant donné leur jeune âge. Rapidement, l'opposition se cristallise entre Martine et Valentin. Un accord est d'abord trouvé, qui prévoit que David soit couronné comme coempereur. 
Il n'a que dix ans quand il est couronné en septembre ou octobre 641. Il prend alors le nom de Tibérius ou Tibère, un nom courant parmi les empereurs de l'époque.

## Sources
- (en) John Haldon, The Empire That Would Not Die. The Paradox of Eastern Roman Survival, 640–740, Harvard University Press, 2016 (ISBN 978-0-674-08877-1)
- (en) Cecily Hennessy, Images of Children in Byzantium. London: Courtauld Institute of Art, University of London, 2001 (ISBN 9780754656319)
- (en) Mike Humphreys, « The shifting importance of dynasty in Heraclian ideology », dans Shaun Tougher (dir.), The Emperor in the Byzantine World, Papers from the Forty-Seventh Spring Symposium of Byzantine Studies. Taylor & Francis, 2019, 28-51 p. (ISBN 9781138218680)
- (en) Walter Emil Kaegi, Heraclius, Emperor of Byzantium, Cambridge University Press, 2003 (ISBN 9780521814591)